# Synagoga Berka Lipszyca w Łodzi
Synagoga Berka Lipszyca w Łodzi – prywatny dom modlitwy znajdujący się w Łodzi przy ulicy Wschodniej 53.
Synagoga została zbudowana w 1898 roku z inicjatywy Berka Lipszyca. Mogła ona pomieścić 30 osób. Podczas II wojny światowej hitlerowcy zdewastowali synagogę.